# ネグラール・ディ・ヴァルポリチェッラ
ネグラール・ディ・ヴァルポリチェッラ（伊: Negrar di Valpolicella）は、イタリア共和国ヴェネト州ヴェローナ県にある、人口約17,000人の基礎自治体（コムーネ）。

## 名称
2019年2月23日より、名称がネグラールからネグラール・ディ・ヴァルポリチェッラに変更された。

## 地理

### 位置・広がり

#### 隣接コムーネ
隣接するコムーネは以下の通り。
- グレッツァーナ
- マラーノ・ディ・ヴァルポリチェッラ
- サン・ピエトロ・イン・カリアーノ
- サンタンナ・ダルファエード
- ヴェローナ

### 気候分類・地震分類
気候分類では、zona E, 2605 GGに分類される。
また、イタリアの地震リスク階級 (it) では、zona 2 (sismicità media) に分類される。

## 行政

### 分離集落
ネグラール・ディ・ヴァルポリチェッラには、以下の分離集落（フラツィオーネ）がある。
- Arbizzano, Fane, Mazzano, Montecchio Veronese, Montericco, Prun, Santa Maria, San Peretto, San Vito, Torbe, Moron, Jago